# Schlosswil

Photo aérienne (1967)

Schlosswil est une localité et une ancienne commune suisse du canton de Berne, située dans l'arrondissement administratif de Berne-Mittelland.
Le 1er janvier 2018, Schlosswil est absorbée par la commune voisine de Grosshöchstetten.

## Curiosité
Le château de Wil, dont la tour mégalithique date du XIIe ou XIIIe siècle. Il se pourrait que déjà auparavant les seigneurs de Wiler (première citation 1146), vassaux des Zähringen, aient érigé un édifice fortifié.